# Notarius neogranatensis
Notarius neogranatensis es una especie de pez de la familia Ariidae en el orden de los Siluriformes.

## Morfología
• Los machos pueden llegar alcanzar los 36 cm de longitud total.

## Distribución geográfica
Se encuentra en la costa del Caribe de Colombia y desembocaduras de los ríos cercanos